# Gardenia gummifera
Gardenia gummifera är en måreväxtart som beskrevs av Carl von Linné d.y.. Gardenia gummifera ingår i släktet Gardenia och familjen måreväxter. Inga underarter finns listade i Catalogue of Life.